# Mesochorus cubensis
Mesochorus cubensis är en stekelart som beskrevs av Dasch 1974. Mesochorus cubensis ingår i släktet Mesochorus och familjen brokparasitsteklar. Inga underarter finns listade i Catalogue of Life.